# يوحنا إكلوند
يوحنا إكلوند (بالألمانية: Johan Alfred Eklund) (و. 1863 – 1945 م) هو قس، ومؤلِّف، وعالم عقيدة، وكاتِب، من السويد، توفي في فارملاند، عن عمر يناهز 82 عاماً.

## مناصب وهيئات
أدار جامعة أوبسالا.

## روابط خارجية
- يوحنا إكلوند على موقع ميوزك برينز (الإنجليزية)